# 小行星3393
小行星3393（3393 Stur）是一颗围绕太阳公转的小行星。1984年11月28日，米蘭·安塔爾在马特劳山发现了此天体。
这颗小行星的绝对星等为104.19371等。